# Raury
Raury Deshawn Tullis (Stone Mountain, 10 de junio de 1996) es un músico, rapero y cantautor estadounidense.
Tiene contrato con Columbia Records, así como con el sello creativo independiente LoveRenaissance (LVRN). Raury describe su música como sin género, pero ha sido catalogado como mezcla de soul, hip hop y folk.